# AQ Волопаса
AQ Волопаса (лат. AQ Boötis) — двойная затменная переменная звезда типа W Большой Медведицы (EW)** в созвездии Волопаса на расстоянии приблизительно 1328 световых лет (около 407 парсеков) от Солнца. Видимая звёздная величина звезды — от +12,9m до +12,2m. Орбитальный период — около 0,3331 суток (7,9953 часа).

## Характеристики
Первый компонент — жёлто-белая звезда спектрального класса F8p, или G0. Радиус — около 1,18 солнечного, светимость — около 1,417 солнечной. Эффективная температура — около 5787 K.
Второй компонент — жёлто-белая звезда спектрального класса G-F.